# 지요카와촌 (이바라키현)
지요카와촌(千代川村)은 이바라키현 유키군에 속했던 촌이다. 2006년 1월 1일에 시모쓰마시에 편입해 폐지되었다.

## 역사
- 1913년 11월 1일 - 조소철도가 개업하였다.
- 1955년 1월 1일 - 소도촌, 고카이촌,오가타촌이 합병해 성립하였다.
- 1995년 3월 23일 - 조소 하이패스가 개업하였다.
- 2006년 1월 1일 - 시모쓰마시에 편입해 지요카와촌은 폐지되었다.

## 교통

### 철도
- 간토 철도 조소 선

### 도로
- 국도 제294호선